# Fontaine des Dioscures
La Fontaine des Dioscures également appelée Fontaine de Monte-Cavallo est la fontaine située en face du Palais du Quirinal, la résidence officielle du Président de la République italienne sur la Place du Quirinal.

## Histoire et description

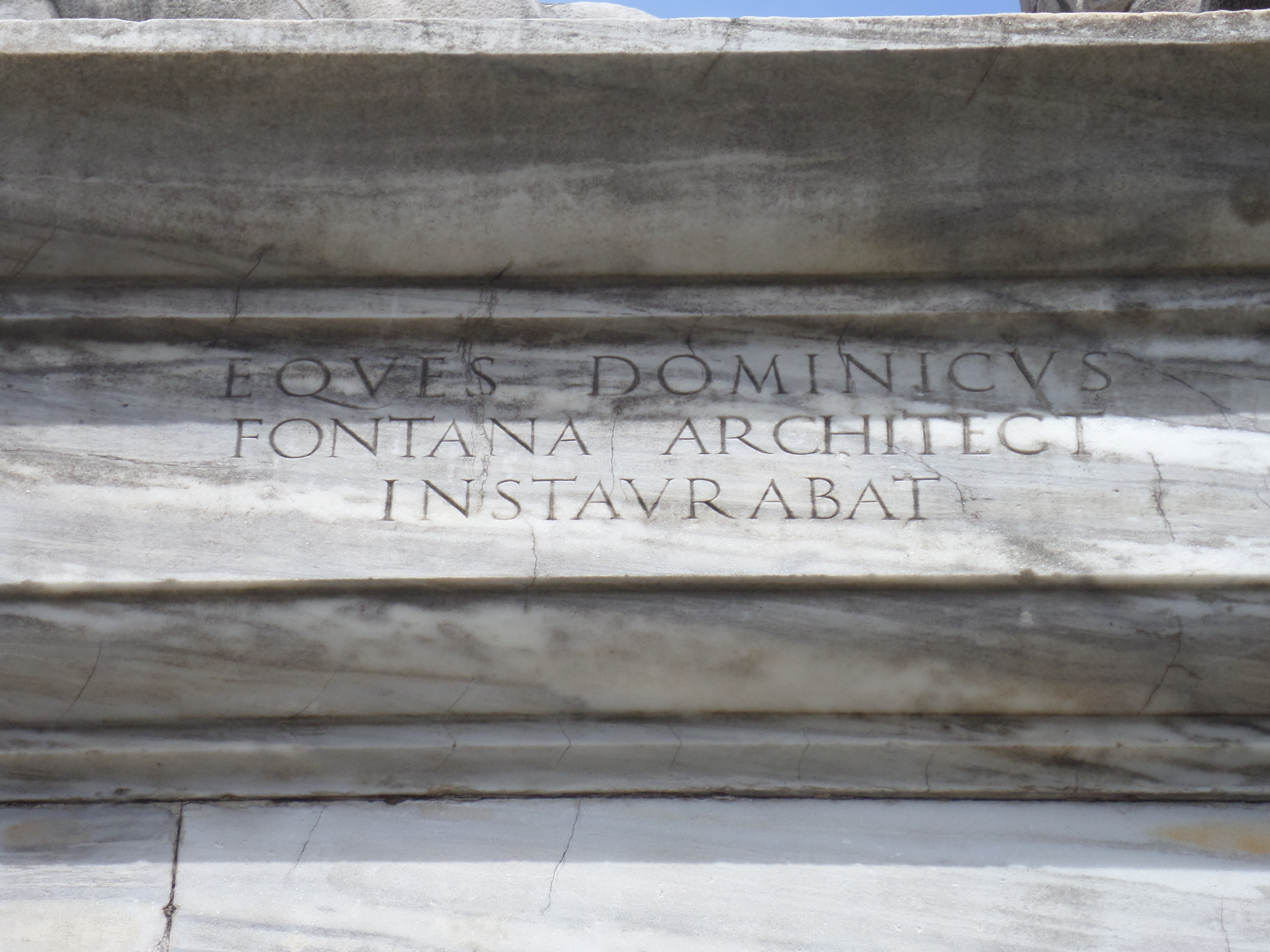
Signature en latin de Domenico Fontana sur la fontaine

La fontaine originale, qui n'existe plus, avait été commandée par le Pape Sixte V, en 1588. Celui ci avait fait transférer les statues des Dioscures, Castor et Pollux, qui se trouvaient dans les Thermes de Constantin, jusqu'à la place.
À la fin des années 1780, le Pape Pie VI a décidé de mettre davantage en valeur la place : la fontaine et les Dioscures ont été déplacés, et le grand Obélisque, déplacé du Campus Martius a été intégré dans la conception.
Peu de temps après, cette vasque originale a été perdue, et, en 1818, une nouvelle, celle que l'on voit aujourd'hui, a été commandée par le Pape Pie VII et conçue par Raffaele Stern à l'aide d'une vasque antique en granit. Ce bassin est situé en face des deux statues avec l'obélisque entre elles.

## Copies
En 1810, le sculpteur basé à Rome Paolo Triscornia a envoyé des copies réduites des Dioscures à Saint-Pétersbourg pour son compatriote Giacomo Quarenghi. Elles ont été mises en place en face du Manège de Saint-Pétersbourg six ans plus tard.